# حزمة (رياضيات)
في الرياضيات، الحزمة (sheaf) هي أداة لمتابعة البيانات المعرفة محليًا بطريقة نظامية ملحقة بمجموعات مفتوحة لفضاء طوبولوجي. ويمكن أن تقتصر البيانات على مجموعاتٍ مفتوحةٍ أصغر، والبيانات المعينة لمجموعة مفتوحة تساوي كل مجموعات البيانات المتناغمة المعينة لمجموعات من مجموعات مفتوحة أصغر مغطية المجموعة المفتوحة الأصلية. على سبيل المثال، يمكن أن تتكون تلك البيانات من حلقات من دالة مستمرة أو دالة سلسة حقيقية القيم مُعرفة على كل مجموعة مفتوحة. والحزم أشياء مجردة وعامة للغاية تصميميًا، وتعريفها الصحيح تقني نوعًا ما. وتتواجد في عدة أنواع، مثل حزم مجموعات أو حزم حلقات، اعتمادًا على نوع البيانات المعينة لمجموعة مفتوحة.
وهناك أيضًا التطبيقات (أو التشكل) من حزمة إلى أخرى؛ الحزم (من نوع معين، مثل حزم الزمرات الأبيلية) مع تشكلاتهم على فضاء طوبولوجي ثابت من فئة. وعلى الجهة الأخرى، فلكل دالة مستمر هناك صورة صريحة مدلل (رياضيات)، أخذًا بالحزم وتشكيلاتها من على مجال دالة إلى حزم وتشكيلات إلى مجال مقابل، وتعمل مدللة صورة عكسية في الإتجاه المعاكس. وهذه المدللات، ومتغيرات معينه لها، هي أجزاء أساسية في نظرية الحزم.
ولطبيعتها العامة وتقلباتها، للحزم عدد من التطبيقات في الطوبولوجيا وخاصة في الهندسة الجبرية والتفاضلية. أولاً، العديد من الهياكل الهندسية مثل تلك في متنوع التفاضل أو مخطط يمكن أن نعبر عنه من ناحية حزمة من الحلقات في الفضاء. في هذه الحالات، بالطبيعة تكون العديد من الهياكل الهندسية مثل الحزم الشعاعية أو المقسومات محددة من ناحية الحزم. ثانيًا، توفر الحزم نطاق نظرية الكهومولوج شديدة العمومية، التي تشمل أيضًا النظريات الكهومولوجية الطوبولوجية «المعتادة» مثل الكهومولوجية الفردية. وخاصة في الهندسة الجبرية ونظرية المتنوعات المعقدة، توفر كهومولوجية الحزم وصلة قوية بين الخصائص الطوبولوجية والهندسية للفضاء. وتوفر الحزم أيضًا الأسس لنظرية وحدات-دي (D-modules)، التي توفر تطبيقات لنظرية المعادلات التفاضلية. بالإضافة إلى ذلك، تعميم الحزم إلى ضوابط أكثر عمومية (Grothendieck topology) من الفضاءات الطوبولوجية، التي وفرت التطبيقات للمنطق الرياضي ونظرية الأعداد.

## الملاحظات
1. ↑  "معلومات عن حزمة (رياضيات) على موقع id.loc.gov". id.loc.gov. مؤرشف من الأصل في 2019-12-18.
2. ↑  "معلومات عن حزمة (رياضيات) على موقع britannica.com". britannica.com. مؤرشف من الأصل في 2016-06-16.

## وصلات خارجية
- Sheaf على بلانيت ماث